# مونداريث بالنياريو
بلدية مونداريث بالنياريو (بالإسبانية: Mondariz-Balneario) هي بلدية تقع في مقاطعة بونتيفيدرا التابعة لمنطقة غاليسيا شمال غرب إسبانيا.

## الديموغرافيا
يبلغ عدد سكان بلدية مونداريث بالنياريو 730 نسمة عام 2011 (وفقاً للمعهد الوطني للإحصاء الإسباني).
| 636 | 634 | 658 | 719 | 755 | 726 | 730 |